# 勒斯勒斯馬德湖

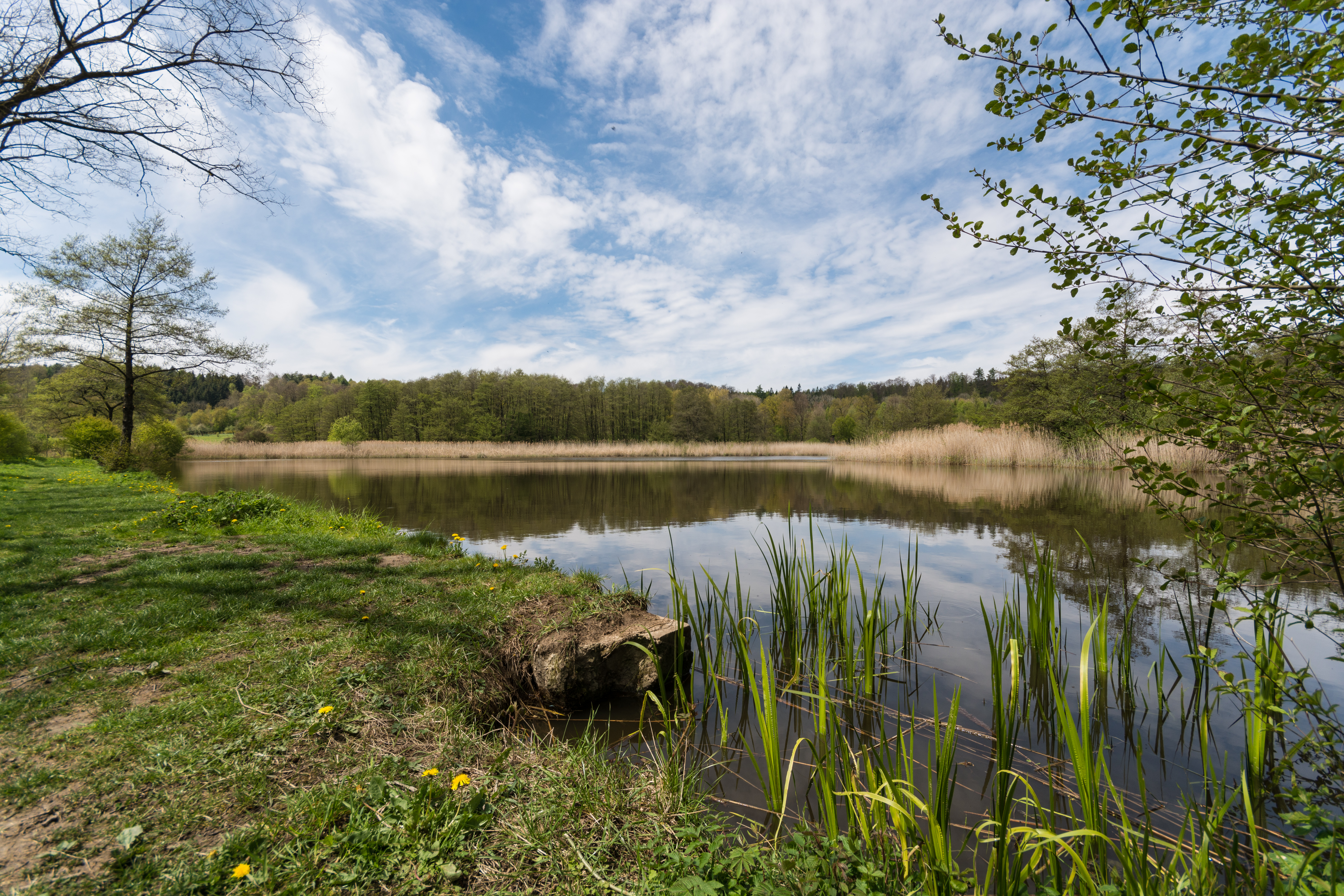

49°10′22.47″N 9°39′35.49″E / 49.1729083°N 9.6598583°E
勒斯勒斯馬德湖（德語：Rößlesmahdsee），是德國的湖泊，位於該國西南部，由巴登-符騰堡州負責管轄，處於霍恩洛厄縣，長0.2公里、寬0.2公里，面積0.02平方公里，海拔高度456米。